# Arrest Krul/Joostens
Het arrest Krul/Joostens (HR 30 januari 1914, W. 9648) is een belangrijk arrest van de Nederlandse Hoge Raad dat betrekking heeft op hinder en onrechtmatige daad. Het geldt in de rechtswetenschap als een standaardarrest.

## Casus
Krul exploiteert een koek- en banketfabriek, tevens cacao- en chocoladefabriek. Zijn buurman Joostens –spiegel- en lijstenmaker, graveur en restaurateur van schilderijen– ondervindt hinder van het geraas, het gedreun en de trillingen die in de fabriek ontstaan.

Joostens stelt, dat de wijze waarop de exploitatie plaatsvindt jegens hem onrechtmatig is, namelijk een inbreuk op zijn eigendomsrecht, en dat hij dientengevolge schade heeft geleden. Hij vordert in rechte schadevergoeding en dat Krul wordt verboden schade te veroorzaken.

Krul verweert zich onder meer met de stelling dat «hier niet sprake kan zijn van hinder van rechten al wordt het genot van de eigendom verhinderd, doch slechts van hinder in belangen als in de Hinderwet geregeld welke in elk geval geen grond geeft voor de vordering uit onrechtmatige daad».

## Rechtsvraag
Komt de eigenaar van een goed een vordering wegens onrechtmatig handelen toe, wanneer een ander door zijn gedragingen hem het genot van zijn eigendom geheel of gedeeltelijk ontneemt? (Ja.)

## Procesgang
De vordering is door de rechtbank en in hoger beroep door het hof toegewezen. Het cassatieberoep is door de Hoge Raad verworpen.

## Hoge Raad
Wat betreft de uitlegging van artikel 625 BW door het hof, overwoog de Hoge Raad:

dat het Hof heeft aangenomen, dat het door het veroorzaken van veel geraas, sterk gedreun en ernstige trillingen aan iemand hinder toebrengen in het normaal gebruik van zijn eigendom, evengoed schending kan zijn van diens eigendomsrecht als de beschadiging der zaak zelve, dat die schending kan bestaan ook bijaldien de bepalingen der Hinderwet zijn nagekomen, terwijl de beslissing of zodanige schending van recht inderdaad plaatsgegrepen heeft, behoort tot het gebied van de rechter, die over de feiten oordeelt.

## Conclusie
Het arrest geeft anno 1914 invulling aan het begrip "hinder" dat in artikel 1401 BW (onrechtmatige daad) werd gebruikt.
Iemand hinder toebrengen in het normaal gebruik van zijn eigendom is onrechtmatig.
Het in acht nemen van de regels van de Hinderwet is geen excuus.